# Paulo Sousa
Paulo Manuel Carvalho de Sousa (* 30. srpen 1970 Viseu) je bývalý portugalský fotbalista. Hrával na pozici záložníka.
Za portugalskou reprezentaci odehrál 51 utkání. Získal s ní bronzovou medaili na mistrovství Evropy roku 2000. Hrál i na mistrovství Evropy 1996. Byl nominován i na mistrovství světa 2002, kde ovšem do bojů nezasáhl.
Dvakrát vyhrál Ligu mistrů. V sezóně 1995/96 s Juventusem Turín, v sezóně 1996/97 s Borussií Dortmund. S Dortmundem roku 1997 získal i Interkontinentální pohár. S Benficou Lisabon je mistrem Portugalska (1990/91), s Juventusem mistrem Itálie (1994/95). Má též italský a portugalský pohár.
Po skončení hráčské kariéry se stal trenérem.

## Přestupy
- Sporting → Juventus za 4 000 000 Euro
- Juventus → Dortmund za 3 600 000 Euro
- Dortmund → Inter za 7 600 000 Euro
- Inter → Panathinaikos za 1 800 000 Euro
- Panathinaikos → Espanyol zadarmo

## Hráčská statistika
| Sezóna                  | Klub                    | Liga                    | Liga   | Liga | Ligové poháry | Ligové poháry | Ligové poháry | Kontinentální poháry | Kontinentální poháry | Kontinentální poháry | Celkem | Celkem |
| Sezóna                  | Klub                    | Soutěž                  | Zápasy | Góly | Soutěž        | Zápasy        | Góly          | Soutěž               | Zápasy               | Góly                 | Zápasy | Góly   |
| ----------------------- | ----------------------- | ----------------------- | ------ | ---- | ------------- | ------------- | ------------- | -------------------- | -------------------- | -------------------- | ------ | ------ |
| 1989/90                 | Benfica                 | Primeira Divisão        | 2      | 0    | PP            | ?             | ?             | PMEZ                 | 0                    | 0                    | 2+     | 0+     |
| 1990/91                 | Benfica                 | Primeira Divisão        | 36     | 0    | PP            | ?             | ?             | PU                   | 2                    | 0                    | 38+    | 0+     |
| 1991/92                 | Benfica                 | Primeira Divisão        | 24     | 1    | PP+PS         | ?+1           | ?+0           | PMEZ                 | 3                    | 0                    | 28+    | 1+     |
| 1992/93                 | Benfica                 | Primeira Divisão        | 25     | 0    | PP            | ?             | ?             | PU                   | 4                    | 0                    | 29+    | 0+     |
| Celkem za Benficu       | Celkem za Benficu       | Celkem za Benficu       | 87     | 1    | -             | 1+            | 0+            | -                    | 9                    | 0                    | 98+    | 1+     |
| 1993/94                 | Sporting                | Primeira Divisão        | 31     | 2    | PP            | 2+            | 0             | PU                   | 2                    | 0                    | 35+    | 2+     |
| 1994/95                 | Juventus                | Serie A                 | 26     | 1    | IP            | 6             | 0             | PU                   | 5                    | 0                    | 37     | 1      |
| 1995/96                 | Juventus                | Serie A                 | 28     | 0    | IP+IS         | 0+1           | 0             | LM                   | 8                    | 1                    | 37     | 1      |
| 1996/97                 | Dortmund                | Bundesliga              | 11     | 1    | NP+NS         | 0+0           | 0             | LM                   | 4                    | 0                    | 15     | 1      |
| 1997/98                 | Dortmund                | Bundesliga              | 16     | 0    | NP+NLP        | 2+2           | 1+0           | LM+ES+IP             | 4+0+1                | 0                    | 25     | 1      |
| Celkem za Dortmund      | Celkem za Dortmund      | Celkem za Dortmund      | 27     | 1    | -             | 4             | 1             | -                    | 9                    | 0                    | 40     | 2      |
| 1998                    | Inter                   | Serie A                 | 11     | 0    | IP            | 0             | 0             | -                    | 0                    | 0                    | 11     | 0      |
| 1998/99                 | Inter                   | Serie A                 | 10     | 0    | IP            | 4+2           | 0             | LM                   | 3                    | 0                    | 19     | 0      |
| 1999/00                 | Inter                   | Serie A                 | 10     | 0    | IP            | 0             | 0             | -                    | 0                    | 0                    | 10     | 0      |
| Celkem za Inter         | Celkem za Inter         | Celkem za Inter         | 31     | 0    | -             | 6             | 0             | -                    | 3                    | 0                    | 40     | 0      |
| 2000                    | Parma                   | Serie A                 | 8      | 0    | -             | 0             | 0             | PU                   | 2                    | 0                    | 10     | 0      |
| 2000/01                 | Panathinaikos           | Alpha Ethniki           | 6      | 0    | ŘP            | 3             | 0             | LM                   | 6                    | 1                    | 15     | 1      |
| 2001/02                 | Panathinaikos           | Alpha Ethniki           | 4      | 0    | ŘP            | 5             | 0             | LM                   | 8                    | 0                    | 17     | 0      |
| Celkem za Panathinaikos | Celkem za Panathinaikos | Celkem za Panathinaikos | 10     | 0    | -             | 8             | 0             | -                    | 12                   | 1                    | 30     | 1      |
| 2002                    | Espanyol                | Primera División        | 9      | 0    | -             | 0             | 0             | -                    | 0                    | 0                    | 9      | 0      |
| Celkově                 | Celkově                 | Celkově                 | 257    | 5    | -             | 30+           | 1+            | -                    | 50                   | 2                    | 337+   | 8+     |

## Hráčské úspěchy

### Klubové
- vítěz portugalské ligy (1x)

Benfica: 1990/91
- vítěz italské ligy (1x)

Juventus: 1994/95
- vítěz portugalského poháru (1x)

Benfica: 1992/93
- vítěz italského poháru (1x)

Juventus: 1994/95
- vítěz portugalského superpoháru (1x)

Benfica: 1989
- vítěz italského superpoháru (1x)

Juventus: 1995
- vítěz německého superpoháru (1x)

Dortmund: 1996
- vítěz Ligy mistrů UEFA (2x)

Juventus: 1995/96
Dortmund: 1996/97
- vítěz Superpoháru UEFA (1x)

Juventus: 1984
- vítěz Interkontinentálního poháru (1x)

Juventus: 1997

### Reprezentační
- 1× na MS (2002)
- 2× na ME (1996, 2000 – bronz)
- 1× na MS U20 (1989 – stříbro)

## Trenérské úspěchy

### Klubové
- vítěz izraelské ligy (1x)

Maccabi Tel Aviv : 2013/14
- vítěz švýcarské ligy (1x)

Basilej : 2014/15
- vítěz maďarského ligového poháru (1x)

Videoton: 2011/12
- vítěz maďarského superpoháru (2x)

Videoton: 2011, 2012

### Reprezentační
- 2× na ME (2020)